# Cueta solitaria
Cueta solitaria is een insect uit de familie van de mierenleeuwen (Myrmeleontidae), die tot de orde netvleugeligen (Neuroptera) behoort. 
Cueta solitaria is voor het eerst wetenschappelijk beschreven door Hölzel in 1983.